# Markus Forjan
Markus Forjan (* 20. März 1996 in Feldbach) ist ein österreichischer Fußballspieler.

## Karriere
Forjan begann seine Karriere beim ESV St. Michael. Im September 2004 wechselte er zum TuS Paldau. Zur Saison 2005/06 wechselte er in die Jugend des USV Gnas, die er nach der Saison 2011/12 verließ. Nach eineinhalb Jahren Pause wechselte er im Februar 2014 zur sechstklassigen SU Straden. In drei Jahren kam er zu 69 Einsätzen in der Unterliga, in denen er 24 Tore erzielte.
Im Jänner 2017 wechselte Forjan zum viertklassigen TuS Bad Gleichenberg. Für Bad Gleichenberg lief er 15 Mal in der Landesliga auf, ehe der Verein am Ende der Saison 2016/17 in die Regionalliga Mitte aufstieg. Dort kam er in den folgenden sechs Jahren zu 142 Einsätzen, in denen er 15 Tore erzielte. Zur Saison 2023/24 schloss er sich Ligakonkurrent FC Gleisdorf 09 an. Für Gleisdorf absolvierte er 26 Partien, in denen er siebenmal traf.
Zur Saison 2024/25 zog Forjan weiter innerhalb der Liga zum FC Hertha Wels. Für Wels absolvierte er 27 Regionalligaspiele, mit der Hertha stieg er zu Saisonende in die 2. Liga auf. Sein Profidebüt in der 2. Liga gab er im August 2025, als er am ersten Spieltag jener Saison gegen den Floridsdorfer AC in der Startelf stand.